# Chiesa di Santa Margherita (Pallare)
La chiesa di Santa Margherita è un luogo di culto cattolico situato nella frazione di Biestro nel comune di Pallare, in provincia di Savona. La chiesa è sede della parrocchia omonima dell'unità pastorale di Val Bormida della diocesi di Mondovì.

## Storia e descrizione
Una prima citazione di un edificio religioso nell'odierna frazione di Biestro fu in un documento del 1245; secondo le fonti storiche il sito citato corrisponderebbe all'oratorio della Santissima Annunziata, primo luogo di culto del paese. L'odierno edificio parrocchiale fu invece edificato tra il 1658 e il 1663, ad opera di Pompeo Del Carretto, con la conclusione dei lavori il 20 luglio dello stesso anno.
All'interno, ad unica navata con abside rettangolare, sono conservati cicli di affreschi nella volta e una pala d'altare di Carlo Castelli. Tra le statue presenti una dello scultore Antonio Brilla del 1860 raffigurante Santa Margherita e il gruppo ligneo della Santissima Annunziata (1867), e Nostra Signora del Rosario (1791) di Pasquale Navone e Cassiani.
Sia gli interni che le coperture e la cupola sono stati interessati da interventi di recupero tra il 2003 e il 2004.